# Chiesa di Santa Maria delle Grazie (Campi Salentina)
La chiesa di Santa Maria delle Grazie è una chiesa rinascimentale di Campi Salentina risalente al 1579. In origine esisteva un edificio databile al XIV secolo. Dalla prima metà del XVII secolo il luogo di culto conobbe l'avvento del barocco che sostituì gli originari elementi architettonici del Cinquecento.

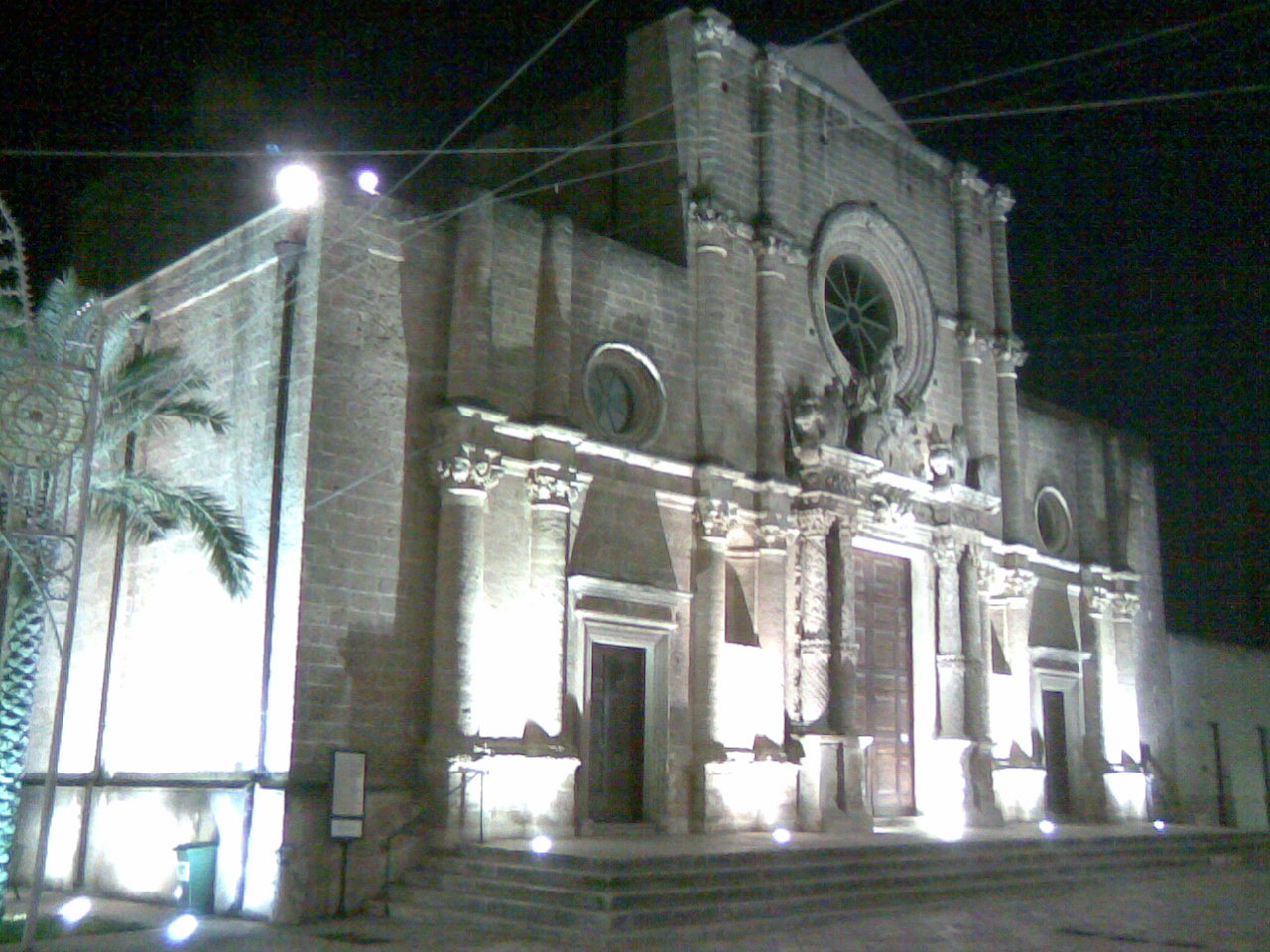
La chiesa madre

## Prospetto
La chiesa possiede un elegante prospetto con tre portali d'accesso. Il portale principale, risalente al 1658, è incorniciato da quattro colonne tortili, impreziosite da foglie di vite e grappoli d'uva, che sorreggono l'architrave. Al centro dell'architrave, su di un cherubino, poggia la statua della Madonna della Grazie; sono presenti inoltre le statue in pietra di Sant'Oronzo, di Santa Lucia, di San Nicola e di Santa Irene. Di pregevole valore artistico è il bellissimo rosone centrale decorato con motivi vegetali. Al 1701 risalgono, invece, le due porte laterali.

## Interno
L'interno, a croce latina a tre navate, custodisce preziose opere d'arte. Gli altari, tutti in stile barocco, sono realizzati in pietra leccese; sull'altare della Madonna del Rosario è conservato un affresco bizantino raffigurante la Vergine.
Il pulpito ligneo dorato del 1600, pregevoli dipinti e arredi sacri fanno della Collegiata un sito di importante interesse artistico e culturale. Inoltre si può ammirare il monumento sepolcrale cinquecentesco di Bellisario Maremonti, barone di Campi, costruito in pietra leccese dipinta di nero e la gotica cappella dei Maremonti, interamente affrescata, posta a ridosso delle murature perimetrali dell'edificio.
La recente scoperta della Cappella gotica dei Maremonti, baroni dei Campi, interamente affrescata, a ridosso delle murature perimetrali della chiesa Matrice, ha confermato l'ipotesi dell'impianto pre-cinquecentesco della originaria chiesa. La Collegiata al suo interno custodisce alcune preziose opere d'arte tra cui l'effigie della Vergine col putto di stile bizantineggiante collocata sull'altare della Madonna del Rosario, il pulpito ligneo dorato del 1600 ed altri pregevoli dipinti e arredi sacri. Inoltre si può apprezzare il monumento sepolcrale cinquecentesco di Bellisario Maremonti, importante omaggio all'antico barone di Campi, in pietra leccese dipinta di nero, sorretto da leoni e collocato a lato della porta maggiore.